# Istituto Centrale per il Catalogo Unico
L'Istituto Centrale per il Catalogo Unico delle biblioteche italiane e per le informazioni bibliografiche (lit. en català: Institut Central pel Catàleg Únic), més conegut com ICCU, és un organisme públic italià, creat el 1975 pel Ministeri del Patrimoni Cultural i Ambiental. Té la funció de planificar i coordinar activitats de catalogació i documentació, amb la finalitat de crear un catàleg únic a totes les biblioteques d'Itàlia. Es va establir com a agència italiana del govern el 1975, com a evolució del Centro nazionale per il catalogo unico creat el 1951 amb la mateixa finalitat. Avui gestiona una xarxa anomenada Servizio bibliotecario nazionale (SBN); i és el responsable tècnic-científic per temes de drets d'autor del Ministeri de Cultura italià.